# Incisura trochlearis

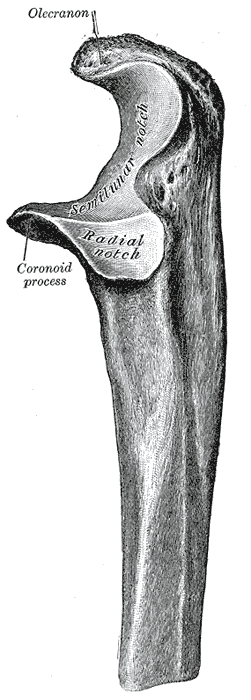
Proximala änden av vänster armbågsben, lateral vy. Incisura trochlearis är rubricerad "Semilunar notch".
Illustration: Gray's Anatomy, 1918. (PD)

Incisura trochlearis (latin: incisura, "snitt" och trochlea, "trissa") är, i människans skelett, armbågsledens (art. cubiti) konkava ledyta på armbågsbenet (ulna); armbågsledens ledpanna. 
I ledpannan ligger trochlea humeri, överarmsbenets (humerus) distala ledhuvud. 
Ungefär mitt i ledpannan finns en fördjupning som markerar föreningen mellan armbågsbenets två proximala utskott: Olekranon (olecranon) och armbågsutskottet (proc. coronoideus).
En förhöjning från olekranons spets till armbågsutskottets spets delar ledytan i en medial och en lateral del. Den mediala delen är större och konkav medan den laterala är konvex upptill och lätt konkav nedtill.